# Manganello
Il manganello (o sfollagente se prodotto e rivestito con determinati materiali) è un'arma contundente, realizzata in vari materiali.

## Storia
Il primo manganello in dotazione alle forze di	polizia del quale si abbia documentazione ha fatto la sua comparsa nel XIX secolo in Inghilterra.
Chiamato truncheon o baton, era lungo circa 30 cm, costruito in legno con il diametro del manico inferiore a quello dell'estremità opposta. La polizia inglese ha usato versioni poco differenti dall'originale fino a metà degli anni 1990.

## Caratteristiche e utilizzo
Costruito inizialmente in legno, poi in gomma ed in vari metalli e leghe di alluminio, ne sono stati sviluppati diversi modelli per questo impiego. Il manganello più semplice è un cilindro munito di impugnatura.
Solitamente il bersaglio più colpito dal manganello è la testa; questa tattica si può però rivelare pericolosa ed imprevedibile, poiché le probabilità di causare seri traumi cranici o persino di uccidere un individuo sono alte. Altri punti sensibili sono la spina dorsale o i testicoli a meno che non sia inevitabile colpire in caso di grave pericolo. I bersagli più comuni meno suscettibili di gravi conseguenze sono i nervi e i grandi gruppi muscolari come i bicipiti o i quadricipiti.
Le tecniche cui vengono addestrate o le forze di polizia mirano a fermare un aggressore per neuroaprassia per il dolore piuttosto che fratturando le ossa.

## Modelli particolari

### Manganello telescopico
Conosciuto meglio come sfollagente.

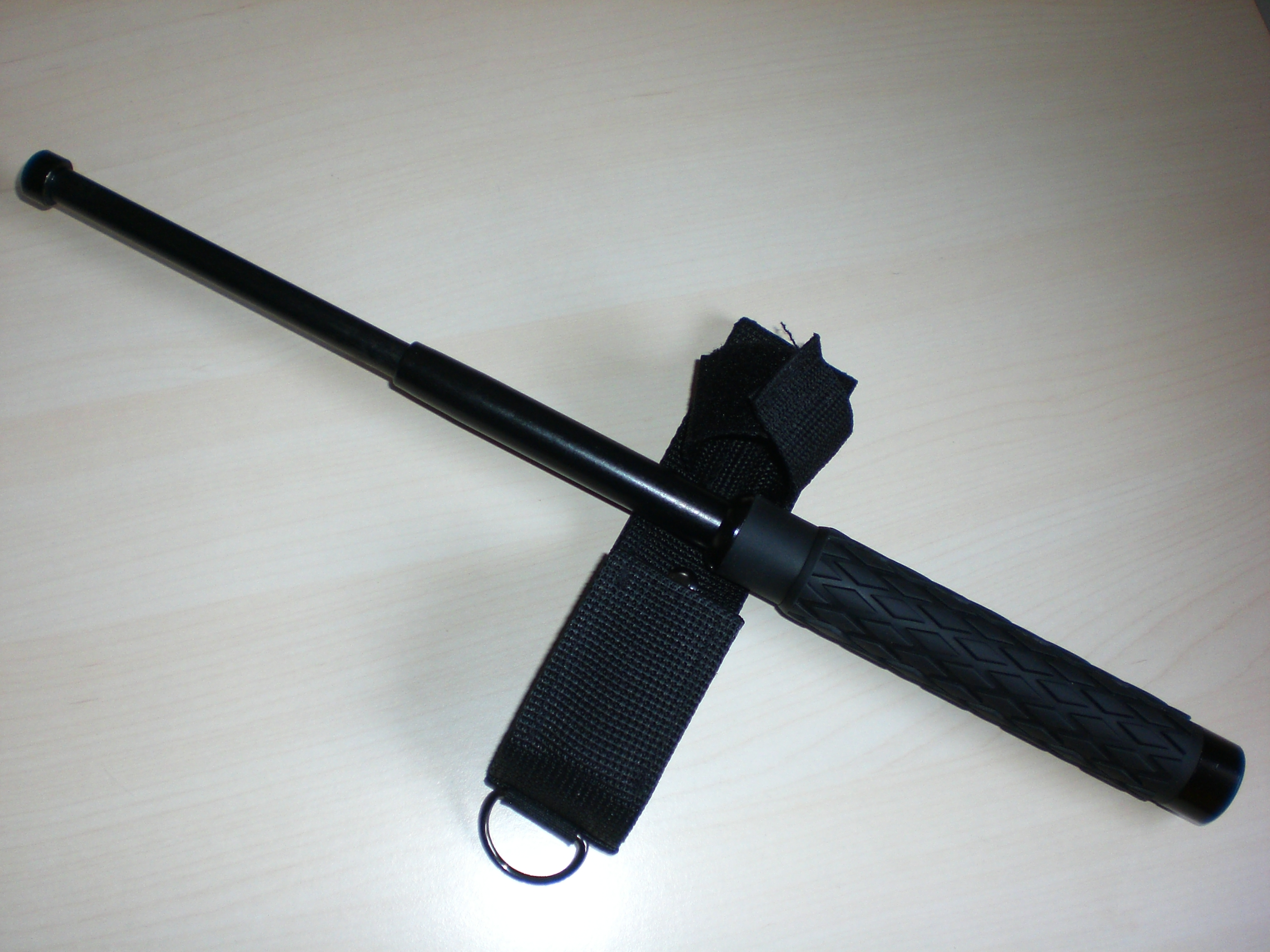
Manganello telescopico in acciaio con custodia

Per ridurre l'ingombro mentre non utilizzati, negli anni ottanta del XX secolo Kevin Parsons creò bastoni telescopici fabbricati dalla ASP corporate, composti da un manico cilindrico in metallo che contiene al suo interno un cilindro più 
stretto il quale ne contiene un altro ancora più stretto (similmente ad una matrioska) ed un pezzo di metallo pieno nell'estremità opposta al manico.
Facendo un movimento come per dare una frustata il bastone si estende per via dell'inerzia e viene bloccato dall'attrito. Quando viene usato l'estremità in metallo pieno impartisce un'alta energia cinetica. Questa struttura lo rende meno resistente di un manganello comune; d'altro canto, tuttavia, i danni inflitti sono maggiori, e l'effetto psicologico dell'arma che viene estesa può essere un deterrente. Quando chiuso, un manganello telescopico può essere usato come un kubotan.

### Manganelli elettrici
I manganelli elettrici presentano due elettrodi che fuoriescono dalla punta e rilasciano una scarica elettrica a chi vi entri in contatto. Il manico contiene le batterie e l'interruttore.

### PR-24
Introdotto nel 1972 dalla Monadnock Corporation, venne il PR-24 progettato da Lon Anderson. Esso si distinse per via di un secondo manico posto perpendicolarmente al corpo principale a circa 15 cm dall'estremità con l'impugnatura, in maniera analoga ad un tonfa, caratteristica che permette l'uso di nuove tattiche.
Questo manganello offre meno potere offensivo rispetto a quello "dritto", ma rende molto più facile per l'utilizzatore difendersi; infatti con la parte dello strumento perpendicolare all'avambraccio è possibile parare urti altrimenti molto pericolosi e inoltre tecniche di manipolazione e contenimento risultano più facili da eseguire. Se impugnato dal secondo manico, alla maniera di un tonfa, presenta ulteriori capacità difensive utilizzando il corpo principale steso lungo l'avambraccio come scudo.

## Disciplina normativa in Italia
Con circolare del Dipartimento per gli affari interni e territoriali Direzione centrale per gli uffici territoriali del governo e per le autonomie locali n. 0016722 del 2 novembre 2010 è stato specificato che il personale delle polizie municipali non può portare sfollagente, in quanto non previsti né autorizzati dal decreto ministeriale 145/1987 e riservati esclusivamente alla Polizia di Stato ed alle forze armate italiane come da art. 30 della legge 18 aprile 1975 n. 110. Può però dotarsi di “mazzette di segnalazione” e “bastoni distanziatori”.  La sentenza del 7 luglio 2017 della Corte di Cassazione numero 31933, prima sezione penale, ha ribadito che la sua detenzione non è punibile, ma può essere utilizzato esclusivamente dalle forze di polizia italiane, ed utilizzato specificatamente come strumento coattivo e antisommossa.
Secondo la legislazione italiana sulle armi, il porto di manganello da parte di privati è vietato dall'art. 4 della legge n. 110/1975, ne viene però consentita detenzione all'interno della abitazione privata. La Commissione consultiva centrale per le armi di cui all'art. 6 della legge n. 110/1975 ha determinato che le cosiddette mazzette di segnalazione (ossia quei manganelli che vengono forniti in dotazione ai vigili urbani) sono armi proprie comunicando, attraverso il Ministero dell'interno – Dipartimento della pubblica sicurezza – Ufficio per l'amministrazione generale – Ufficio per gli affari della polizia amministrativa e sociale n. 557/PAS. 12982(10)8 datata 29 marzo 2011, l'obbligo di denuncia del detentore eventualmente fermato ai sensi della legge del 1975.